# Єфименко Тетяна Петрівна
Тетяна Петрівна Єфименко (1890, Санкт-Петербург — 18 грудня 1918, хутір Любочка Вовчанського повіту Харківської губернії, нині поблизу села Верхня Писарівка Вовчанського району Харківської області) — російськомовна поетеса, донька Олександри Єфименко та Петра Єфименко.

## Життєпис
Таню виховувала мати, яка надала їй домашню освіту.
Від початку 1910-х рр. почала публікувати вірші у виданнях «Вестник Европы», «Русское богатство», «Всходы», «Нива», «Семья и школа». Також написала кілька оповідань для дітей, просякнутих міфологією та культурою Давнього Єгипту, якою вона захопилася в останні роки життя (публікувалися у журналах «Маяк» та «Родник»).
У 1916 р. вийшла друком єдина поетична збірка «Жадное сердце» (укр. «Жадібне серце», Петроград, 1916), у ній Єфименко дотримувалася «неокласицистського» стилю. Також залишилося багато віршів в особистих записках та щоденнику. Тетяна Єфименко .
У 1917 році разом з матір'ю повернулася в Україну. 18 грудня 1918 року Олександру та Тетяну Єфименко вбили на хуторі Любочка (Харківська губернія, Вовчанський повіт, нині поблизу села Верхня Писарівка Вовчанського району Харківської області) під час бандитського нападу на їхню оселю.